# The Big Bang (Vlaanderen)
The Big Bang is een Vlaams televisieprogramma dat vanaf 23 september 2023 op VTM wordt uitgezonden, gepresenteerd door Staf Coppens en Mathias Coppens. In het programma moeten duo's bekende Vlamingen proeven afleggen.
De Nederlandse versie van het programma is sinds 14 september 2023 te zien met bekende Nederlanders in de hoofdrol, deze versie van het programma wordt tevens gepresenteerd door de broers Coppens. Het wordt daar uitgezonden op SBS6 en maakte daar een week eerder dan België zijn debuut.

## Concept
In elke aflevering nemen drie duo's het tegen elkaar op in drie onderdelen: The Big Race, The Big Battle en de Finale. Centraal in alle opdrachten staat het laten knallen van ballonnen. In The Big Race moeten de teams elk om beurt een aantal opdrachten vervullen. Het team dat daar het snelst in slaagt gaat rechtstreeks door naar de Big Bang Finale. In The Big Battle strijden de twee verliezende teams tegen elkaar voor de tweede finaleplaats door middel van een quiz. In de Finale moeten de twee teams om de beurt een parcours afleggen. Het team met de minste tijd wint.

## Overzicht
| Afl. | Uitzenddatum      | Team  | Team                 | Team                 | Winnaars              | Kijkcijfers |
| ---- | ----------------- | ----- | -------------------- | -------------------- | --------------------- | ----------- |
| 1    | 23 september 2023 | Geel  | Jelle De Beule       | Koen De Poorter      | Koen & Jelle          | 452.481     |
| 1    | 23 september 2023 | Blauw | Nora Gharib          | Andy Peelman         | Koen & Jelle          | 452.481     |
| 1    | 23 september 2023 | Groen | Bart Appeltans       | Dina Tersago         | Koen & Jelle          | 452.481     |
| 2    | 30 september 2023 | Geel  | Guga Baúl            | Dimitri Leue         | Loïc & Klaasje        | 380.121     |
| 2    | 30 september 2023 | Blauw | Ann Van Elsen        | Bart Kaëll           | Loïc & Klaasje        | 380.121     |
| 2    | 30 september 2023 | Groen | Loïc Van Impe        | Klaasje Meijer       | Loïc & Klaasje        | 380.121     |
| 3    | 7 oktober 2023    | Geel  | Jamie-Lee Six        | Nicolas Caeyers      | Jeroen & Christophe   | 419.088     |
| 3    | 7 oktober 2023    | Blauw | Laura Tesoro         | Gers Pardoel         | Jeroen & Christophe   | 419.088     |
| 3    | 7 oktober 2023    | Groen | Jeroen Verdick       | Christophe Stienlet  | Jeroen & Christophe   | 419.088     |
| 4    | 14 oktober 2023   | Geel  | Lize Feryn           | Aster Nzeyimana      | Lize & Aster          | 461.340     |
| 4    | 14 oktober 2023   | Blauw | Marie Verhulst       | Ellen Callebout      | Lize & Aster          | 461.340     |
| 4    | 14 oktober 2023   | Groen | Ruth Beeckmans       | Joris Hessels        | Lize & Aster          | 461.340     |
| 5    | 28 oktober 2023   | Geel  | Gloria Monserez      | Francisco Schuster   | Jens & Henk           | 326.311     |
| 5    | 28 oktober 2023   | Blauw | Ian Thomas           | Katnuf               | Jens & Henk           | 326.311     |
| 5    | 28 oktober 2023   | Groen | Jens Dendoncker      | Henk Rijckaert       | Jens & Henk           | 326.311     |
| 6    | 4 november 2023   | Geel  | Julie Vermeire       | Elodie Gabias        | Stephanie & Francesco | 408.530     |
| 6    | 4 november 2023   | Blauw | Stephanie Planckaert | Francesco Planckaert | Stephanie & Francesco | 408.530     |
| 6    | 4 november 2023   | Groen | Davy Parmentier      | Danira Boukhriss     | Stephanie & Francesco | 408.530     |
| 7    | 11 november 2023  | Geel  | Thomas Smith         | Begijn Le Bleu       | Jeroen & Lieven       | 412.307     |
| 7    | 11 november 2023  | Blauw | Leen Dendievel       | Lynn Van den Broeck  | Jeroen & Lieven       | 412.307     |
| 7    | 11 november 2023  | Groen | Jeroen Baert         | Lieven Scheire       | Jeroen & Lieven       | 412.307     |
| 8    | 18 november 2023  | Geel  | Christoff De Bolle   | Lindsay De Bolle     | Rob & Hakim           | 399.657     |
| 8    | 18 november 2023  | Blauw | Annelien Coorevits   | Stephanie Coorevits  | Rob & Hakim           | 399.657     |
| 8    | 18 november 2023  | Groen | Average Rob          | Hakim Chatar         | Rob & Hakim           | 399.657     |

## Trivia
- Gers Pardoel en Klaasje Meijer waren ook te zien in de Nederlandse versie van het programma The Big Bang.